# Хмарук, Евгений Витальевич
Евге́ний Вита́льевич Хмару́к (13 июня 1977, Тирасполь, Молдавская ССР, СССР) — молдавский футболист, вратарь. Выступал за сборную Молдавии.

## Карьера

### Клубная
Свою карьеру начал в 1994 году, играя за «Нистру» (Чобречи). Затем играл в тираспольском «Тилигуле». Продолжил карьеру в новороссийском «Черноморце», после этого перебрался на Кипр в «Саламину», там поиграл год. В 2003 году Хмарук перешёл в «Динамо» (Санкт-Петербург), где выступал полгода. После этого оказался в софийском ЦСКА, отыграл там два года, после чего перебрался в Индонезию, в столичную «Персию». В 2008 году выступал за болгарское «Черно Море». В 2009 году Хмарук подписал контракт с «Волгой» (Тверь). Затем вернулся на родину, где играл за атакский «Нистру», снова «Тилигул», а также бендерскую «Тигину». До июля 2014 года играл за тираспольский «Динамо-Авто» в Национальном дивизионе. В июле 2014 года закончил карьеру игрока, но остался на должности тренера вратарей «Динамо-Авто», где проработал до сентября.

### Сборная
Первый матч за национальную команду Молдавии провёл против сборной России в июне 2000 года. Всего Евгений Хмарук сыграл 30 матчей в составе сборной.

## Достижения
- Чемпион Болгарии: 2004/05[8]
- Лучший голкипер чемпионата Болгарии сезона 2004/05 в составе ЦСКА София[3]